# Aloe 'Fiesta'
Aloe 'Fiesta' é uma espécie de liliopsida do gênero Aloe, pertencente à família Asphodelaceae.